# Friedrich Traugott Helbig
Friedrich Traugott Helbig (* 16. April 1859 in Blasewitz; † 10. November 1886 ebenda) war ein deutscher Bildhauer.

## Leben
Friedrich Helbig begann seine künstlerische Ausbildung 1877 mit dem Eintritt in die Dresdner Akademie; bereits im November 1878 rückte er in das Meisteratelier von Johannes Schilling auf.
Für die Gipsgruppe Ismael und Hagar in der Wüste erhielt er 1880 die Kleine Silberne Medaille. 1881 überzeugte er mit seiner Konkurrenzarbeit, der Gipsfigur Prometheus, mit dem geraubten Feuer zur Erde niedersteigend und erhielt das akademische Reisestipendium auf zwei Jahre. Zwischen Dezember 1881 und Frühling 1885 hielt er sich zu Studienzwecken in Rom auf.
Von seinen Werken sind einige Bildnisbüsten bekannt. Eine tanzende Bacchantin mit Ziegenbock ist als Bronzestatuette in der Dresdner Skulpturensammlung. 1885 stellte er zum letzten Mal in Dresden aus: eine Pythia sollte den Betrachter begeistern. Das Denkmal des Kapellmeisters der deutschen Oper in New York, Leopold Damrosch war seine letzte größere Arbeit.